# Människans bästa vän

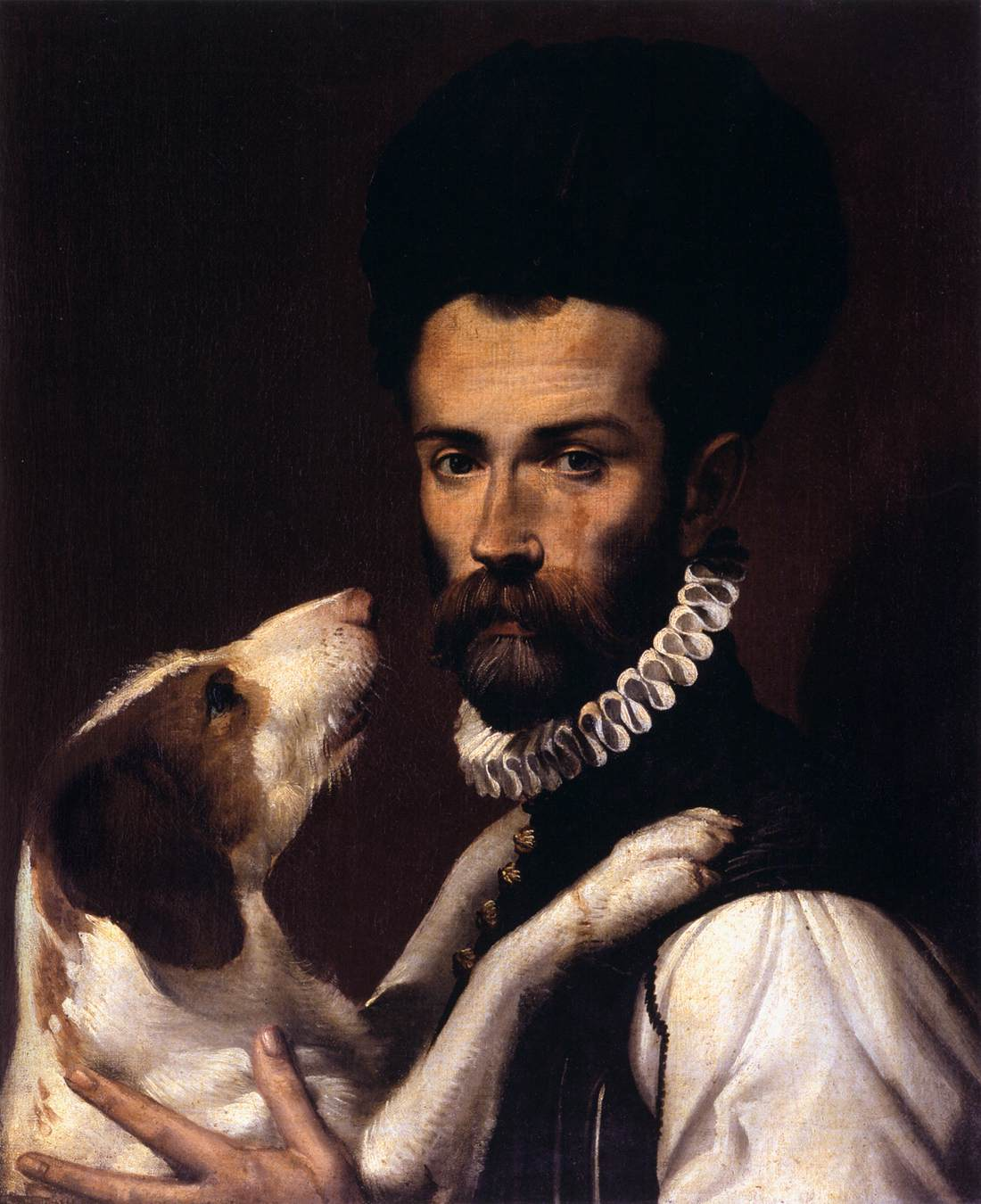
Husse med sin hund, målad av Bartolomeo Passarotti runt 1585–1587.

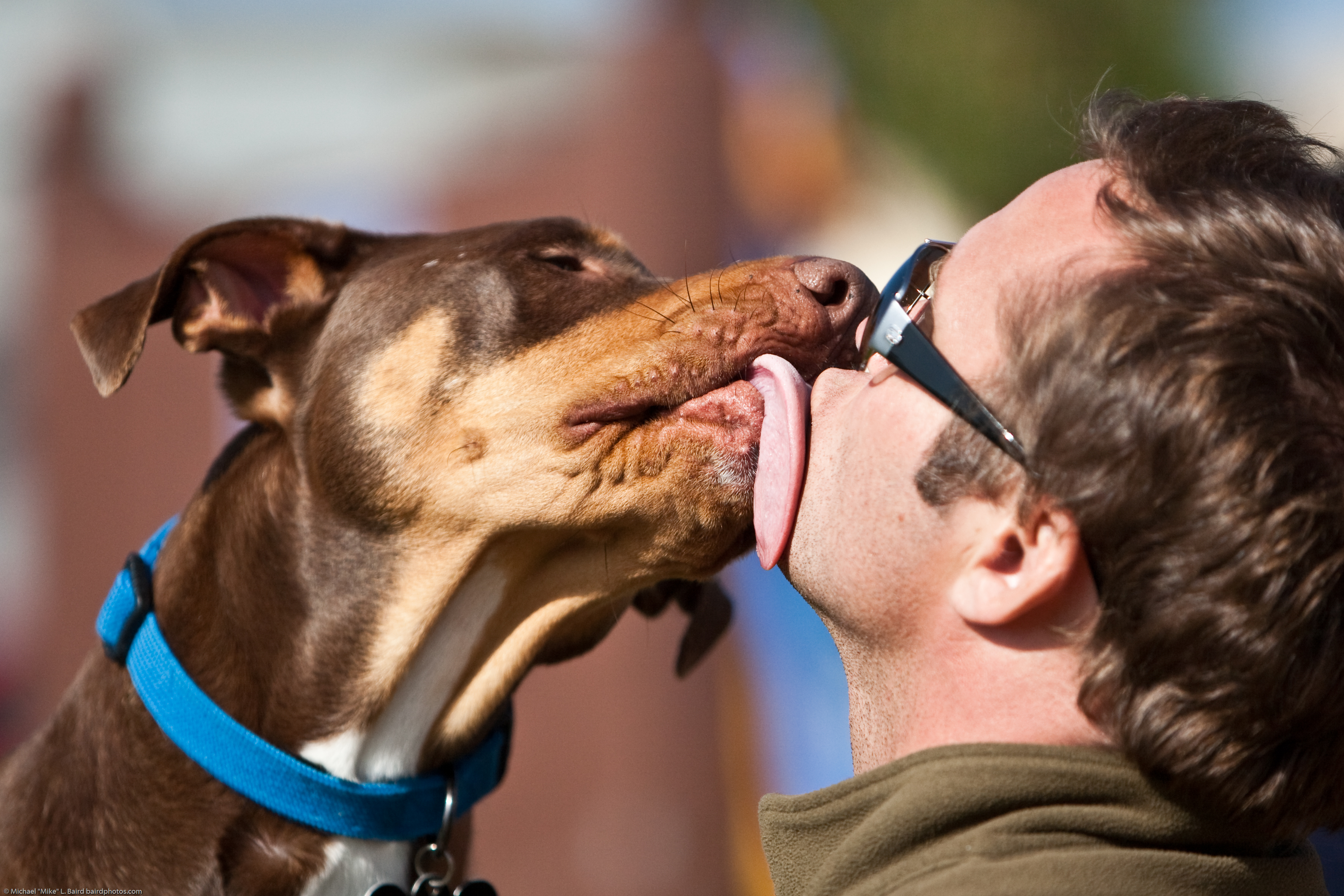
Hunden visar bland annat kärlek genom att pussas (slicka).

Människans bästa vän är en vanlig idiom för tamhundar och hänvisar till deras mångtusenåriga historia av nära relation, lojalitet, vänskap och kamratskap med människan.

## Etymologi
Det första belagda uttalandet som beskrev en hund som en människas bästa vän gjordes av Fredrik II av Preussen (1712–1786) när han hänvisade till ”Biche”, en av sina italienska vinthundar, som sin bästa vän.
Voltaire (1694–1778), i sitt uppslagsverk Dictionnaire philosophique, skrev följande om hunden: ”Det verkar som om naturen gav hunden till människan för hennes försvar och för hennes nöjes skull. Det är av alla djur det mest trogna: det är den bästa vän människan kan ha.”
Det äldsta svenska belägget för formen ”människans bästa vän” i en svensk dagstidning återfinns i Norrlands-Posten 1882-05-24.

## Historia

### Urtid
Hunden är en av människans äldsta följeslagare, härstammande från domesticerade vargar sedan tiotusentals år tillbaka. Av detta har hundar avlats för att tjäna människans behov i således många årtusenden att de är genetiskt programmerade att tjäna och bilda kamratskap med människan. De är extremt lättlärda och lojala, och har inbyggda funktioner att skydda sina människor som sin egen flock, såsom att varna med skall när inkräktare eller folk kommer.
Det har länge funnits ett personligt band mellan människa och hund. I Sverige har arkeologer hittat anlagda hundgravar från cirka 5000 f.Kr.. Att hundarna begravdes på det viset tyder på att de hade en särskild roll i människornas gemenskap och samhälle.

### Antiken
Det finns kraftfulla begravningshyllningar från forna grekiska och romerska hundägare som ger intrycket att hundar även på denna tid var en del av familjen. Några forna citat lyder:
| ”Jag är i tårar samtidigt som jag bär dig till din sista viloplats lika mycket som jag gladde mig när jag tog dig hem i mina egna händer för femton år sedan.” |
| ”Du som passerar på denna stig, Om du kanske markerar detta monument, Skratta inte, jag ber dig, fastän det är en hunds grav. Tårar föll för mig, och dammet hopade sig över mig av en mästares hand.” |
| ”Mina ögon var våta av tårar, vår lilla hund, när jag bar dig (till graven)... Så Patricus, aldrig mer ska du ge mig tusen kyssar. Aldrig kan du vara belåten i mitt knä. I sorg har jag begravt dig, och du förtjänar det. På en viloplats av marmor har jag för alltid lagt dig vid sidan av min skugga. I dina egenskaper var du klok som en människa. Ack, mig! Vilken älskad följeslagare vi förlorat!” |
| ”Till Helena, fosterbarn, själ utan jämförelse och beröm förtjänt.” |
| ”Detta är graven för hunden, Stephanos, som omkom, som Rhodope fällde tårar för och begravde som en människa. Jag är hunden Stephanos, och Rhodope satte upp en grav åt mig.” |
| ”[Myia] skällde aldrig utan anledning, men nu är han tyst.” |
| ”Här säger stenen att den håller den vita hunden från Melita, Eumelus mest trogna väktare; Tjuren de kallade honom medan han ännu levde, men nu är hans röst fängslad i nattens tysta stigar.” |
| ”Issa är mer pert än Lesbias sparvkärlek, renare än kyssar från en turturduva, sötare än hundra jungfrur rullade i en, sällsyntare än rika Indiens ädelsten. Hon är Publius husdjur, kära Issa; hon gnäller, en mänsklig röst du verkar höra.” |
| ”Säkerligen, även som du ligger död i denna grav, anser jag att de vilda djuren ändå fruktar dina vita ben, jägarinnan Lycas; och din tapperhet, stora Pelion vet, och den praktfulla Ossa och Cithaerons ensamma toppar.” |

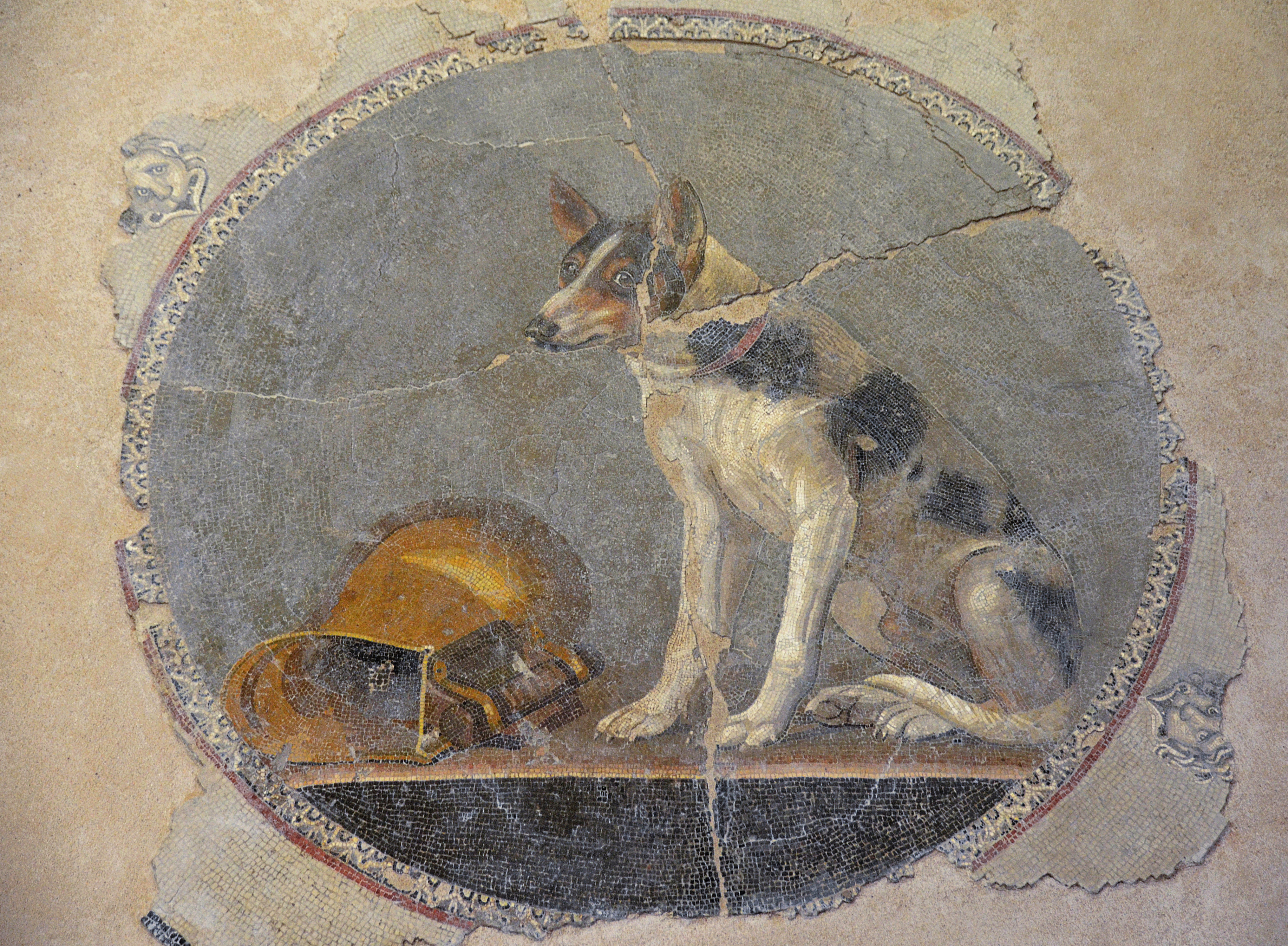
Ptolemeisk mosaik i Alexandria från 100-talet före Kristus av en hund.
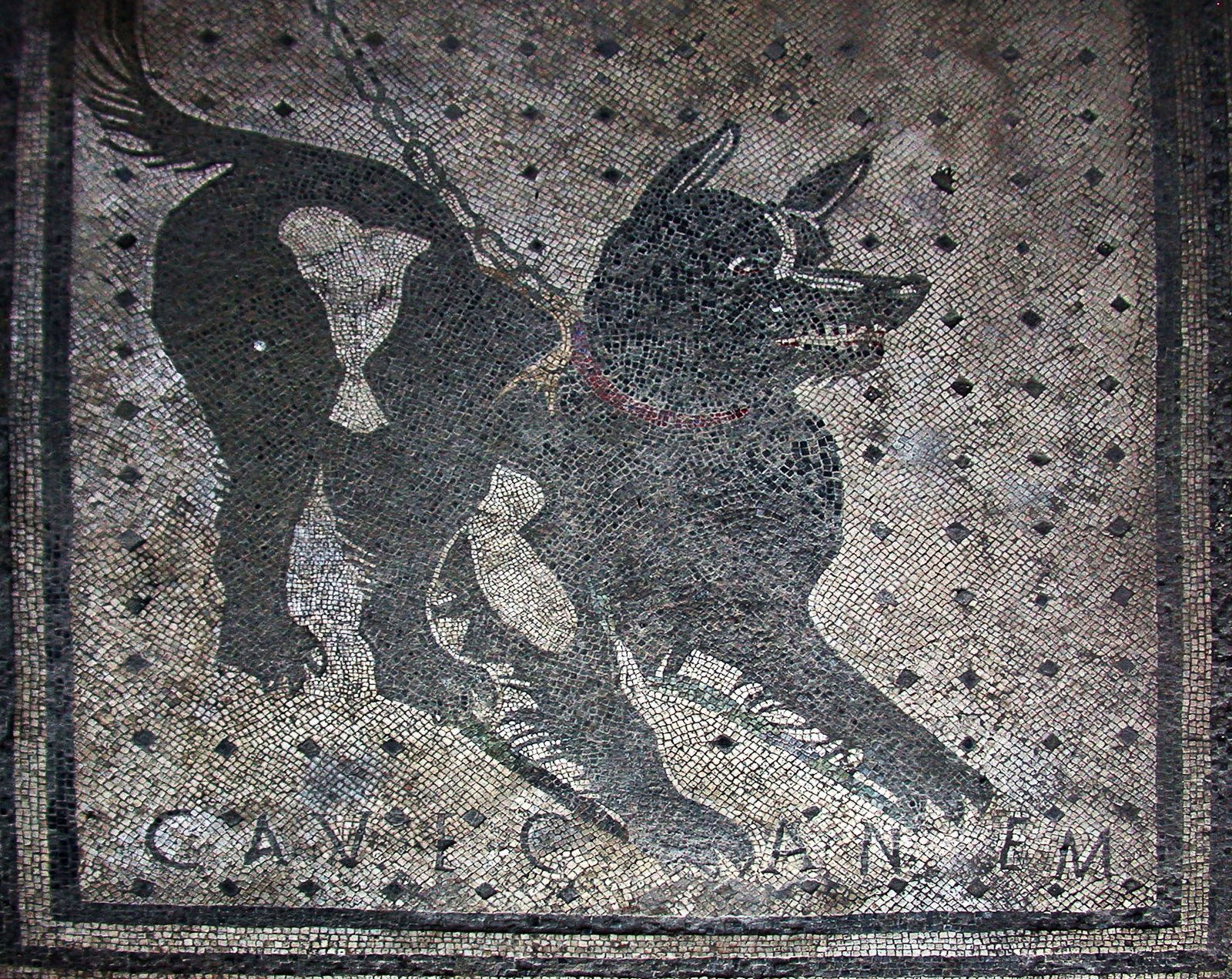
”Varning för hunden”, romersk mosaik i Pompeji från första århundradet.
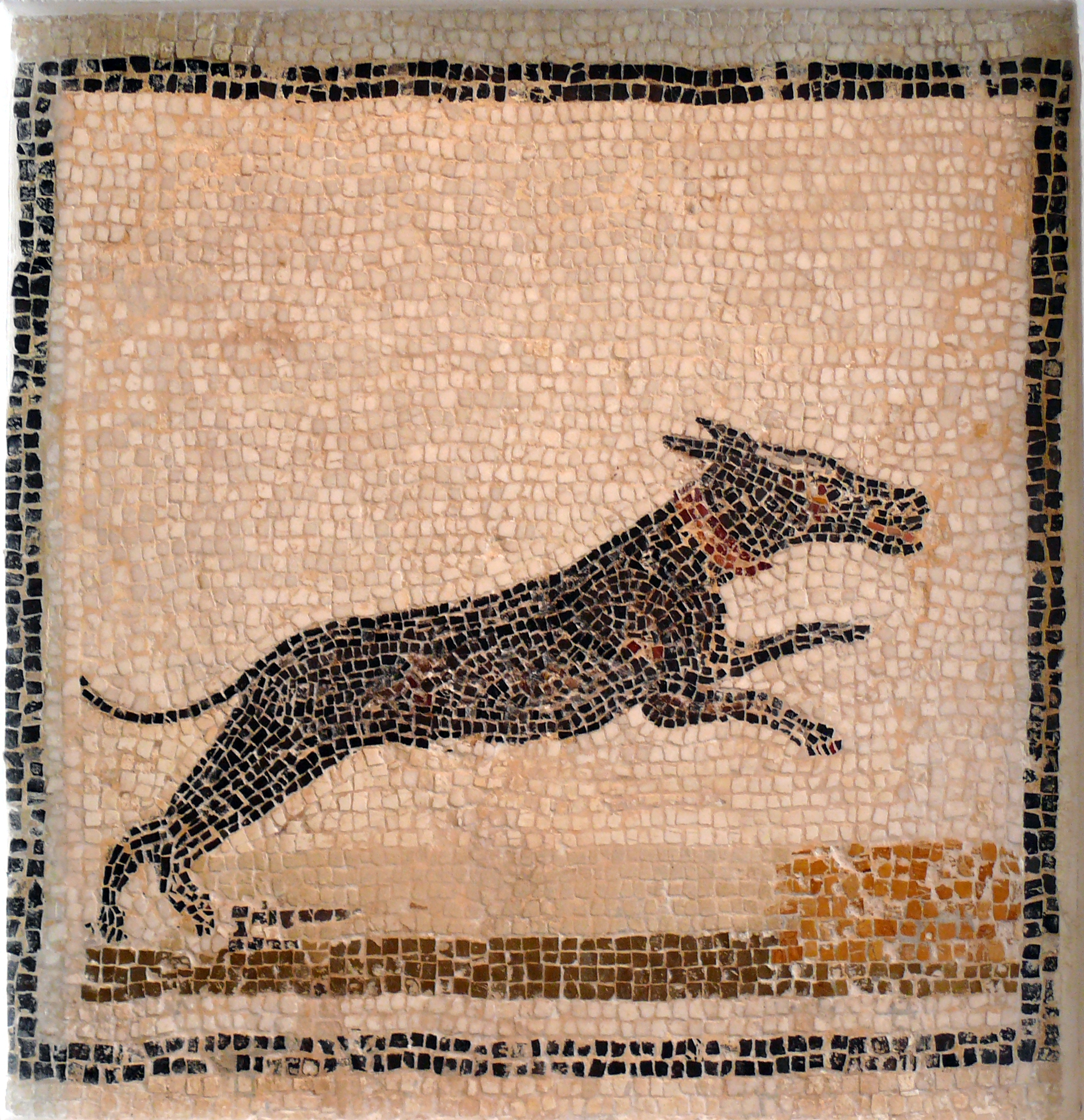
Romersk mosaik i Sousse från 100-talet av en hund.

### Modern tid

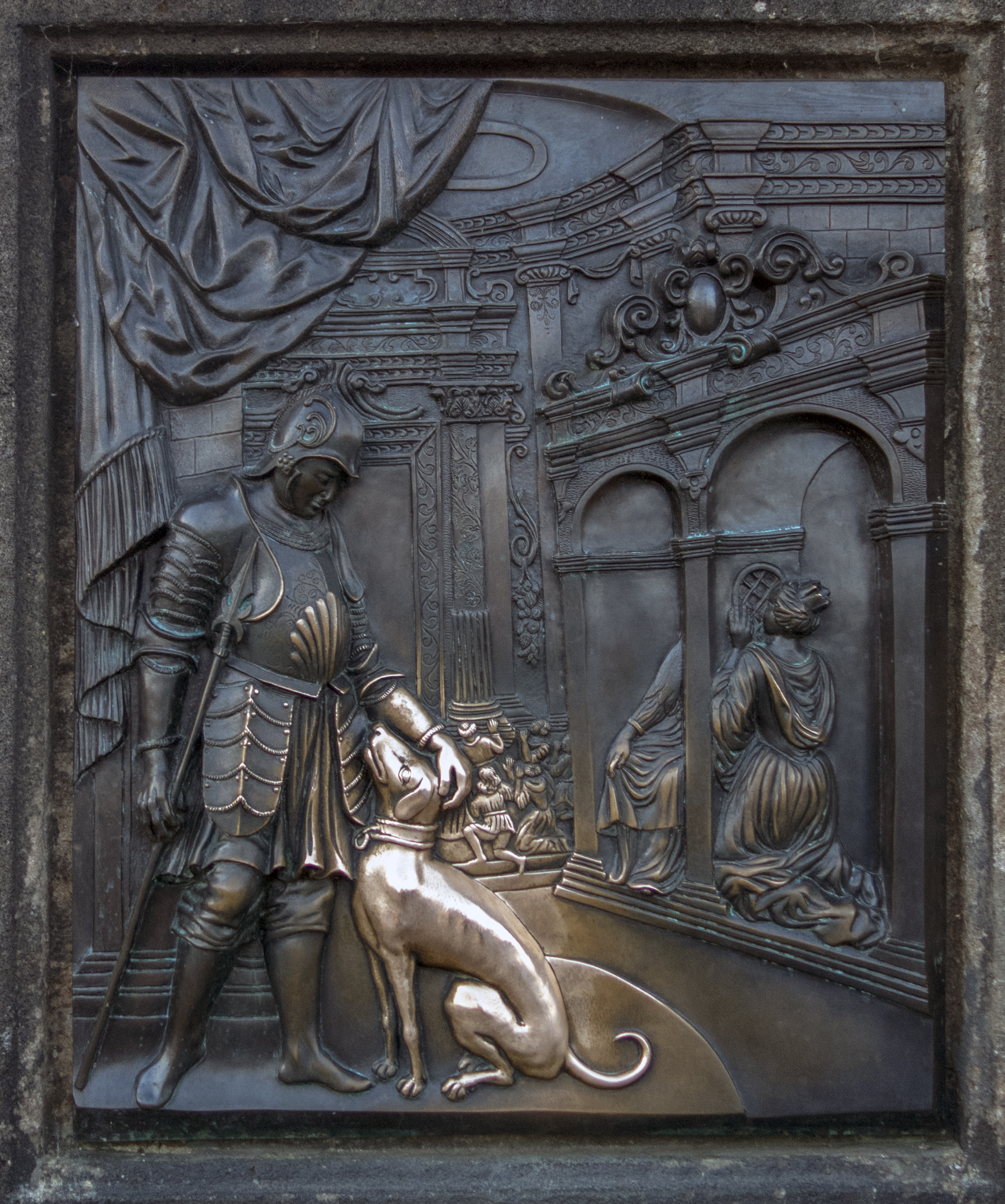
Relief på fundamentet till statyn i Prague över Johannes Nepomuk som visar hunden till en riddare, vars patina skavts bort av folks konstanta vidrörande av hunden, givande den ett upplyst gyllene utseende.

Före 1800-talet var hundraser (utöver knähundar) främst funktionella i samhället, det vill säga hundar avsedda för särskilda funktioner och ändamål, så kallade brukshundar. De utförde aktiviteter som att jaga, spåra, spana, skydda och vaka med mera; och språket som beskriver hunden återspeglade ofta dessa roller. Oxford English Dictionary säger: ”I de äldsta ordspråken och fraserna avbildas hundar sällan som trogna eller som människans bästa vän, utan som ondskefulla, glupska eller vaksamma.” Med början på 1700-talet och framåt ändrades attityden till hundar i västvärlden och idag har de högt socialt värde för större delen av hundägare.

## Trogen till döden
Hundar är avlade som trofasta kompanjoner och det finns otals många historier om hundar som vägrat lämna sin husses eller mattes sida även efter dess död.

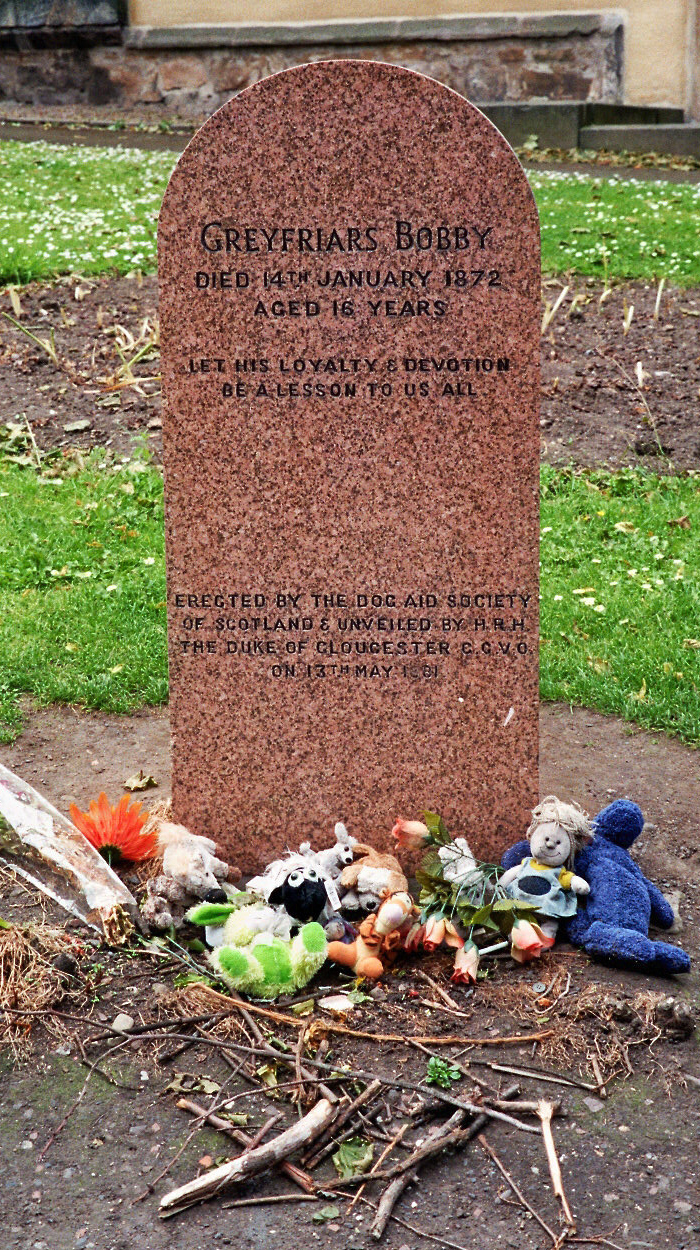
Greyfriars Bobbys gravsten. Inskriptionen lyder: "Låt hans lojalitet och hängivenhet vara en läxa för oss alla".

Bland kända berättelser finns historien om Greyfriars Bobby(en) (1855–1872), en skyeterrier från Edinburgh som satt och vakade vid sin husses grav i 14 år fram till sin död. Bobby och hans husse John Gray var oskiljaktiga under sin tid tillsammans och när Gray dog av tuberkulos 15 februari 1858 vägrade Bobby lämna hans sida, även efter hans gravsättning. Misslyckade försök att föra bort honom från kyrkogården gjorde att kyrkogårdsförvaltarna byggde honom en hundkoja bredvid graven och gav honom mat var dag. Han spenderade aldrig en dag från graven och hans trofasthet blev legendarisk i staden. Vid sin död kom Bobby att begravas intill kyrkogårdens port, ej långt från sin husses grav. Istället för blommor är det tradition att lämna pinnar på hans grav. År 1981 restes en gravsten på hans grav, vilken bland annat lyder: Let his loyalty and devotion be a lesson to us all. ("Låt hans lojalitet och hängivenhet vara en läxa för oss alla.").
Ett liknande känt exempel är historien om den trogna hunden Hachikō (japanska: 忠犬ハチ公., chūken Hachiko), en japansk akitahane (1923–1935) som väntade på sin döda husse, professor Ueno, i 10 år fram till sin död vid den järnvägsstation där de senast tog farväl. Hachikō, som egentligen hette Hachi, blev snabbt en nationell symbol för lojalitet och fick så småningom hederstiteln kō i sitt namn ("Hachikō"). I april 1934 restes i hans närvaro en bronsstaty av honom på stationen där han varje dag väntade. Vid sin död stoppades Hachikōs fäll upp medan hans andra kvarlevor kremerades och begravdes bredvid professor Uenos grav.
Ett modernt fall är Colorado-vandraren Richard Moores död. Han var en 71-årig erfaren vandrare som försvann under en vandring 19 augusti 2023 tillsammans med sin Jack russell terrier-valp Finney. Moores hade omkommit av hypotermi och hittades först 30 oktober dryga tio veckor senare. När Moores kropp hittades fann man att hans Jack russell terrier-valp Finney hade överlevt och stannat vid hans sida, då förtvinad till under 3 kilo från det ursprungliga dubbla. Hon hade överlevt på smådjur och lyckats undvika stora rovdjur som prärievarg, puma och björn.

## I litteraturen
I litteraturen finns otals berättelser om trogna hundar genom tiderna.

### Odysséen (700 f.Kr.)

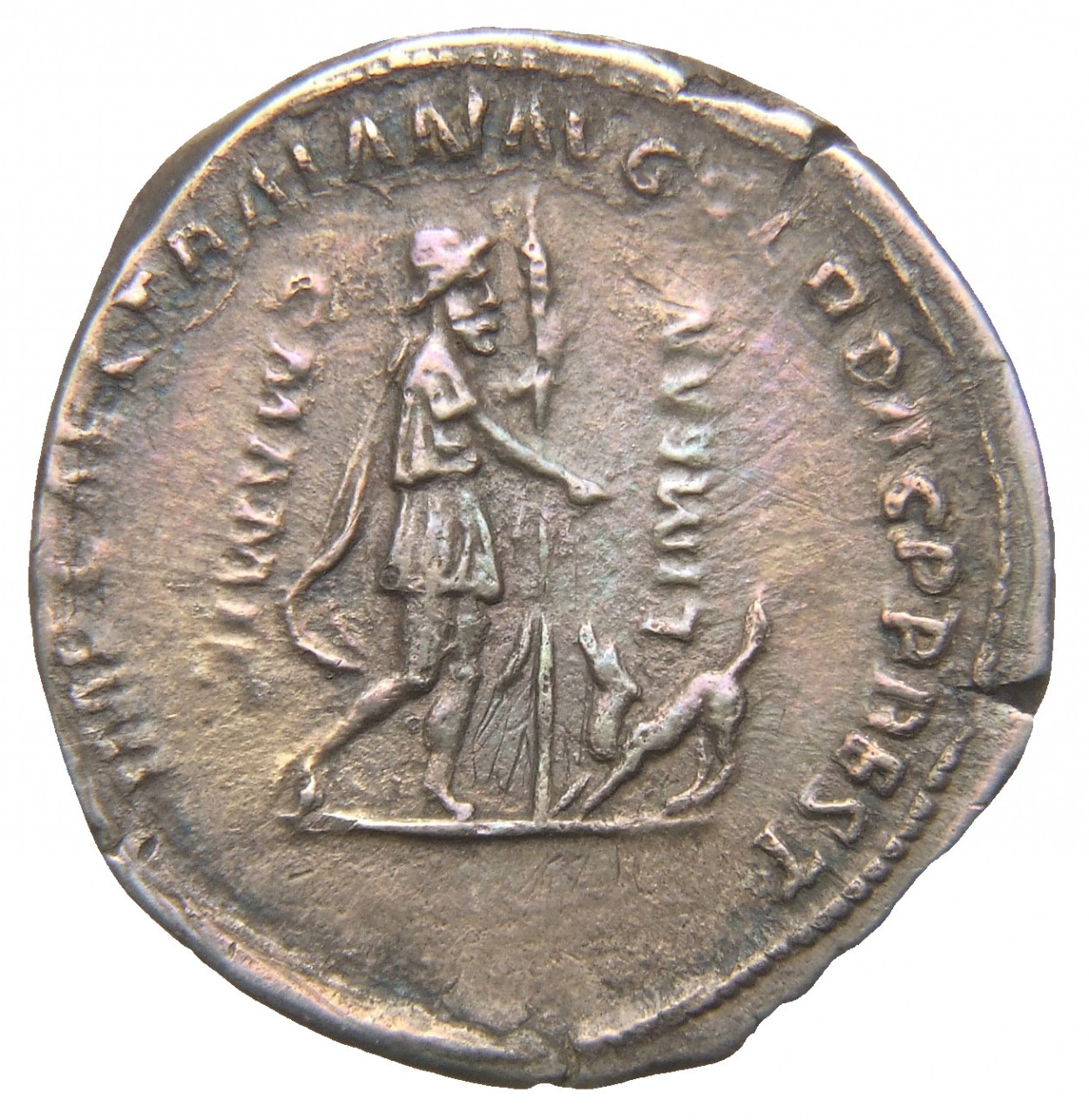
Romerskt mynt som avbildar Argos och Odysseus (myntat omkring 112–114 e.Kr.).

I Homeros epos Odysséen, skriven omkring 700 före Kristus, har hjälten Odysseus, kungen över Ithaka, en legendariskt hängiven jakthund som heter ”Argos”, vilken senare blir misskött under Odysseus bortovaro i Trojanska kriget. Tjugo år senare återvänder Odysseus till Ithica under förklädnad av en tiggare, varvid bara Argos känner igen honom. Odysseus finner honom liggande i spillning efter oxar och mulor, orörlig från gammal ålder och misskötsel, och angripen med parasiter. När Argos ser Odysseus sänker han öronen och viftar med svansen. Men under förklädnad kan Odysseus inte hälsa på sin hund utan att riskera röja sin täckmantel. Istället gråter han i hemlighet och strax därefter dör Argos.